# ابن خليل
بن خليل هي قرية مغربية، تنتمي لإقليم طانطان بجهة كلميم واد نون جنوب المغرب، وهي تقع قرب واد شبيكة، وتضم 752 نسمة مُوزعين على 150 أُسرة، حسب إحصاء سنة 2014.

## الأمن
يوجد بقرية بن خليل مركز للدرك الملكي.